# ガンコおやじに敬礼!
『ガンコおやじに敬礼!』（がんこおやじにけいれい）は、TBS系列で1985年4月16日から同年5月14日まで放送されたテレビドラマ。放送時間（JST）は毎週火曜日21時00分 - 21時54分。全5回。

## 概要・内容
岩倉忠行は、太平洋戦争中は軍医。終戦後は僻地で医療に従事していたが、持病を抱えていたことから3年前に診療所を辞め、東京に戻って次男の保と二人でのんびり年金暮らしをしていた。忠行の友人で病院長の高平重明の娘・あかねと結婚した長男・進、フリーカメラマンの三男・健はそれぞれ別居。いまだ未婚の保のことを忠行は心配していたが、ある日、山崎雪枝という女性が保の元を訪ねて来たのを見た忠行は、保が結婚するのではと勘違い、報告に行った先で出会った春田トシ子を忠行は気に入り、忠行の元で家政婦として働くことに。忠行と、三者三様に暮らす息子たちとのふれ合いを中心に、人々との温かい交流を描いた。
第3話では尺八演奏を、第4話では太極拳を、それぞれ忠行に扮する森繁が披露するシーンがある。また、森繁と森光子の台詞のやり取りはほとんどアドリブで進行されていた。

## 出演
- 岩倉忠行：森繁久彌
- 岩倉保：竹脇無我 - 忠行の次男
- 岩倉進：長谷川哲夫 - 忠行の長男
- 岩倉健：佐藤浩市 - 忠行の三男
- 春田トシ子：岸本加世子
- 尾形育子：加藤治子
- 高平重明：芦田伸介 - 忠行の戦友で病院長
- 富田吾一：左とん平
- 尾形宇平：ハナ肇
- 峯尾久次：大坂志郎
尾形、峯尾は共に忠行の戦時中の部下で、忠行の近所に住む。
- 峯尾つや子：春川ますみ - 久次の妻
- 岩倉あかね：金沢碧 - 高平重明の娘で、進の妻
- 村山サキ：赤木春恵
- 山崎雪枝：大場久美子
- 岩倉邦彦：江端郁世 - 忠行の孫
- 三村弥生：藤間紫 - 忠行の昔馴染み
- 尾形エミ：高部知子
- 石川刑事：牟田悌三
- 柳新太郎：松山英太郎
- 里子：磯村みどり
- 岩倉正子：佐野量子
- 謙三：赤城太郎
- 司郎：田中亮太
- 洗濯屋：園田正美
- 米丸はつ子：森光子 - 忠行の妹

## スタッフ
- プロデューサー：逸見稔、山本典助(TBS)
- 脚本：柴英三郎（第1話〜第4話）、田口耕三（第5話）
- 演出：鴨下信一（第1話）、久世光彦（第2話）、松下純大（第3話〜第5話）
- 音楽：いずみたく
- 製作：オフィス・ヘンミ、TBS